# 朔州、黑山之战
朔州、黑山之战，是唐高宗末年东突厥反抗唐朝的第一场战役。679年十一月至680年三月，唐朝礼部尚书兼检校右卫大将军裴行俭率领大军在朔州（今山西省朔州市）、黑山（今内蒙古自治区包头市西北大青山）地区击破东突厥阿史德温傅、阿史那奉职的作战。

## 背景
679年十月，单于都护府（治今内蒙古和林格尔西北土城子）属下的突厥首领阿史德温傅、阿史那奉职，率领本部反抗唐朝，威胁到唐朝边境安稳。单于都护府长史萧嗣业率军镇压，战败而归。突厥于是乘胜南下，前锋攻掠到定州（治今河北省定州市）。定州刺史霍王李元轨是高宗的叔父，命令属下打开城门、偃旗息鼓，突厥军怀疑城内有伏兵，在夜里从定州退走。十月初五，唐朝派左金吾卫将军曹怀舜屯兵井陉，右武卫将军崔献屯兵龙门（今山西省河津县西），防备突厥军深入内地。突厥引奚、契丹攻打营州（治今辽宁省朝阳市），营州都督周道务派属下户曹唐休璟率兵将敌军击败。

## 朔州之战
679年十一月二十七日，高宗任命裴行俭为定襄道行军大总管，太仆少卿李思文（李勣之子）和周道务率兵十八万，又命西军检校丰州都督程务挺、东军幽州都督李文暕，率所部一共三十余万，分兵北进，诸军受裴行俭节度。又命安北都护府属下的回纥兵从漠北南下，南北夹破突厥。裴行俭率军抵达朔州，鉴于之前有粮草被劫的情况，裴行俭用伪装粮车三百辆，每车内埋伏五位壮士，都拿着陌刀、劲弩，派老弱士卒数百人牽引粮车前进，而在途中险要地段埋伏精兵。突厥见到粮车，于是派兵抢粮，押运的老弱士卒弃车逃走。突厥兵驱赶粮车到水草之地，解鞍牧马，想要取出粮食，车内壮士跃出突击，突厥兵惊恐逃走。险要地段的唐朝伏兵同时突击，将突厥抢粮兵击败，几乎全歼。从此，突厥军队不敢再靠近唐军粮车。

## 黑山之战
裴行俭率领唐军抵达单于都护府北。一天傍晚，宿营完毕，又令将士把营寨改建在高冈上。当天晚上有风雨，第一次扎营的地方水深一丈有余，唐军兵将对裴行俭料事在先非常佩服，更加听命于裴行俭。680年三月，裴行俭率军北进，在黑山与突厥交战，将突厥军击破。俘虏了阿史那奉职，斩杀擒获敌人很多。可汗阿史那泥熟匐被他的部下杀死。突厥余部向西退到狼山（今内蒙古乌拉特中旗），裴行俭于是回师。